# 索恩河畔弗勒里约
索恩河畔弗勒里约（法語：Fleurieu-sur-Saône，法語發音：[flœʁjø syʁ son] ⓘ）是法国里昂大都会的一个市镇，属于里昂区。

## 地理
索恩河畔弗勒里约（45°51'39"N, 4°50'47"E）面积2.91 平方千米，位于法国奥弗涅-罗讷-阿尔卑斯大区里昂大都会，后者为法国的一个特殊地位集体，自2015年脱离罗讷省成立，位于法国中东部，中心城市为里昂。
与索恩河畔弗勒里约接壤的市镇（或旧市镇、城区）包括：索恩河畔罗什塔耶、蒙塔奈、索恩河畔阿尔比尼、卡尤叙方丹、库宗欧蒙多尔、方丹圣马丹、索恩河畔讷维尔。
索恩河畔弗勒里约的时区为UTC+01:00、UTC+02:00（夏令时）。

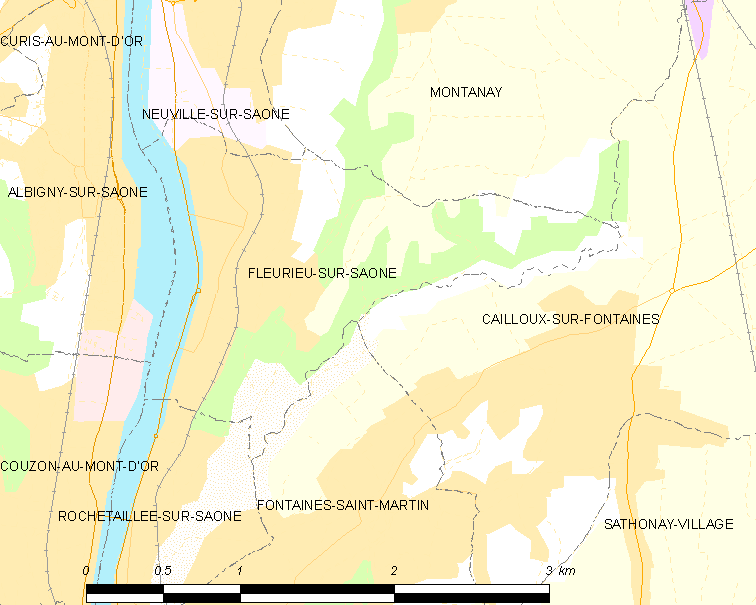
索恩河畔弗勒里约的OSM定位图

## 行政
索恩河畔弗勒里约的邮政编码为69250，INSEE市镇编码为69085。

## 政治
索恩河畔弗勒里约的现任市长为热拉尔·贝吕卡（Gérard Berrucaz）先生，任期为2020-2026年。

## 人口

1962-2008年间索恩河畔弗勒里约人口变化图示

索恩河畔弗勒里约于2022年1月1日时的人口数量为1549人。